# Марк Юний Силан Лутаций Катул
Марк Юний Силан Лутаций Катул (лат. Marcus Iunius Silanus Lutatius Catulus; около 55 года н. э. — около 75 года н. э.) — римский политический деятель.
Катул был сыном жреца Децима Юния Силана Гетулика. Известно, что он занимал должность децемвира по разрешению тяжб около 75 года и входил в состав коллегии коллинских салиев. Катул скончался в возрасте 20 лет и 9 месяцев.